# Roberto Dipiazza

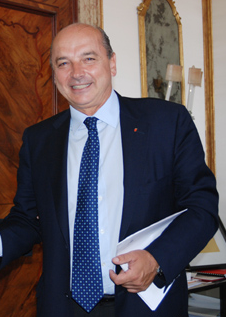
Roberto Dipiazza, 2007

Roberto Dipiazza (* 1. Februar 1953 in Aiello del Friuli) ist ein italienischer Unternehmer und Politiker der PDL (bis 2009 Forza Italia), und ein ehemaliger sowie seit 20. Juni 2016 mit eigener Partei (Dipiazza per Trieste) wiedergewählter Bürgermeister der Stadt Triest. Obwohl umstritten, wurde er in einer Stichwahl nach 5 Jahren Amtszeit wiedergewählt.

## Leben
Dipiazza wuchs in Triest auf. Nach dem Schulabschluss begann er eine Ausbildung als Einzelhandelskaufmann bei einer örtlichen Supermarktkette und baute sich durch Beteiligungen in den Folgejahren ein eigenes Einzelhandelsunternehmen auf. 1996 trat er der konservativen Forza Italia bei und gewann im gleichen Jahr die Wahl zum Bürgermeister von Muggia. Von 2001 bis 2011 war er Bürgermeister von Triest. Dipiazzas erste Amtszeit als Bürgermeister Triests (2001–2006) traf mit dem EU-Beitritt Sloweniens überein (2004), und er hatte maßgeblichen Einfluss an der damit verbundenen politischen und wirtschaftlichen Öffnung der Stadt.

## Ehrungen
- 2000: Komtur des Verdienstordens der Italienischen Republik
- 2004: Großoffizier des Verdienstordens der Italienischen Republik